# Harry Gniech
Harry Gniech (* 14. Oktober 1951 in Leverkusen) ist ein ehemaliger deutscher Fußballspieler.

## Karriere
Gniech spielte mit Bayer 04 Leverkusen in der 2. Bundesliga. In seinem zweiten Jahr, der Saison 1978/79, wurde mit sechs Punkten Vorsprung vor Bayer 05 Uerdingen die Meisterschaft in der Nordstaffel gefeiert, was den Aufstieg in die Bundesliga bedeutete. Im Meisterschaftsjahr machte Gniech unter Trainer Willibert Kremer 32 Spiele und erzielte drei Tore. Zur Mannschaft gehörten neben ihm noch Fred-Werner Bockholt, Klaus Bruckmann, Jürgen Gelsdorf, Peter Klimke, Walter Posner, Hans-Jürgen Scheinert, Peter Hermann, Dieter Herzog, Thomas Hörster, Klaus Schulze, Norbert Ziegler, Matthias Brücken, Bernd Elfering, Willi Korth und Peter Szech. Für Gniech folgten zwei Jahre in Liga eins, danach wechselte er zu SC Viktoria 04 Köln, wo er ein Jahr spielte.